# San Quentin (fængsel)
San Quentin State Prison er et amerikansk fængsel og optager 1,7 km² af Point Quentin i Marin County, nord for San Francisco i Californien, USA.  Fængslet blev åbnet i juli 1852 og er dermed Californiens ældste fængsel. Det blev bygget af fangerne, som boede på fængselsskibet Waban i den tid, fængslet blev bygget. I San Quentin var der både mandlige og kvindelige indsatte frem til 1933, hvor kvindefængselet Tehachapi State Prison blev bygget.
Statens dødsdømte indsatte sidder på dødsgangen i San Quentin, ligesom fængslet huser statens eneste gaskammer. I de senere år bliver gaskammeret dog anvendt til at udføre henrettelser ved dødelig injektion.
Fængslet har sit eget postnummer, 94964, mens det omkringliggende område har 94974. Området er omgivet mod syd og øst af San Francisco Bay. Nord for fængslet løber motorvejen Interstate 580, som til øst krydser San Francisco Bay på Richmond-San Rafael Bridge.
I 1941, blev det første Anonyme Alkoholiker møde i et fængsel holdt i San Quentin, og 28 år senere, 24. februar 1969, spillede Johnny Cash for fangerne i San Quentin. Koncerten blev udgivet som et album og blev vist på tv (filmet af Granada Television).
I 2003 indspillede Metallica musikvideoen til St. Anger i San Quentin, hvor de spillede foran de begejstrede fanger.